# Blönduós
Blönduós (kiejtése: ˈplœntʏˌouːs) önkormányzat és város Izland Északnyugati régiójában.
Itt található az ország egyetlen textilmúzeuma (Heimilisiðnaðarsafnið).

## Története
A várost először a Landnámabók említi. Az első üzlet 1876. január 1-jén nyílt meg; a következő nyáron a kereskedelem jelentősen fellendült. Az 1909-ben épült bevásárlóközpont ma is áll.
1890-ben 52-en éltek itt, ez a századfordulóra 106-ra nőtt. 1920-ban 11 kő- és 15 faház, valamint 31 mezőgazdasági terület volt. A századfordulón komp létesült és híd is épült.
A Húnvetningar leányiskolát 1901-ben költöztették ide, amely 1911-ben leégett; a következő évben átadott új létesítményben 1978-ig folyt oktatás. az épületben ma a Heimilisiðnaðarsafnið textilmúzeum működik. Az 1894-ben Hjaltabakkiból ideköltöztetett templom ma műemléki védettség alatt áll.

## Éghajlat
| Hónap                                   | Jan.  | Feb.  | Már.  | Ápr.  | Máj.  | Jún. | Júl. | Aug. | Szep. | Okt.  | Nov.  | Dec.  | Év    |
| --------------------------------------- | ----- | ----- | ----- | ----- | ----- | ---- | ---- | ---- | ----- | ----- | ----- | ----- | ----- |
| Rekord max. hőmérséklet (°C)            | 11,4  | 12,1  | 13,7  | 17,2  | 19,2  | 23,0 | 23,2 | 20,5 | 20,3  | 18,5  | 15,1  | 12,6  | 23,2  |
| Átlagos max. hőmérséklet (°C)           | 0,6   | 1,1   | 1,7   | 4,3   | 8,1   | 11,2 | 13,0 | 12,7 | 9,5   | 5,5   | 2,3   | 0,9   | 5,9   |
| Átlaghőmérséklet (°C)                   | −2,3  | −2,1  | −1,4  | 1,0   | 4,8   | 7,7  | 9,5  | 9,3  | 6,0   | 2,6   | −0,4  | −2,0  | 2,8   |
| Átlagos min. hőmérséklet (°C)           | −5,8  | −5,0  | −4,3  | −1,0  | 1,8   | 4,8  | 7,0  | 6,5  | 3,4   | 0,1   | −3,3  | −5,4  | −0,1  |
| Rekord min. hőmérséklet (°C)            | −20,9 | −21,8 | −24,3 | −19,6 | −10,5 | −3,6 | −0,6 | −4,4 | −7,2  | −12,1 | −17,0 | −21,0 | −24,3 |
| Átl. csapadékmennyiség (mm)             | 41    | 34    | 43    | 31    | 30    | 37   | 44   | 45   | 43    | 52    | 38    | 39    | 477   |
| Forrás: Izlandi Meteorológiai Szolgálat |       |       |       |       |       |      |      |      |       |       |       |       |       |

## Nevezetes személy
- María Ólafsdóttir, zenész, a 2015-ös Eurovíziós Dalfesztivál résztvevője[8]

## Testvérvárosok
Blönduós testvértelepülései:
- Horsens, Dánia
- Karlstad, Svédország
- Moss, Norvégia
- Nokia, Finnország

## Fordítás
- Ez a szócikk részben vagy egészben  a   Blönduós című izlandi Wikipédia-szócikk ezen változatának fordításán alapul.  Az eredeti cikk szerkesztőit annak laptörténete sorolja fel. Ez a jelzés csupán a megfogalmazás eredetét és a szerzői jogokat jelzi, nem szolgál a cikkben szereplő információk forrásmegjelöléseként.
- Ez a szócikk részben vagy egészben  a   Blönduós című angol Wikipédia-szócikk ezen változatának fordításán alapul.  Az eredeti cikk szerkesztőit annak laptörténete sorolja fel. Ez a jelzés csupán a megfogalmazás eredetét és a szerzői jogokat jelzi, nem szolgál a cikkben szereplő információk forrásmegjelöléseként.